# Ortona dels frentans
Ortona va ser una ciutat important dels frentans a la costa de la mar Adriàtica a mig camí entre les desembocadures del Aternus (Pescara) i Sagrus (Sangro).
Estrabó diu que era el principal port dels frentans, però el situa erròniament al sud del Sagrus. Claudi Ptolemeu explica correctament que estava situada entre els dos rius però diu que els seus habitants eren els pelignes. Plini el Vell diu que era una de les ciutats més importants dels frentans. Correspon a la moderna Ortona a Mare.